# 京阪エージェンシー
株式会社京阪エージェンシー（けいはんエージェンシー）は、大阪府大阪市中央区に本社を置く京阪グループの広告代理店。

## 事業内容
- 総合広告代理店。
- 京阪電鉄における駅構内の広告や電車内の中吊り広告などの取扱。　京福電鉄、叡山電鉄、京阪バス、京都京阪バスなどの京阪グループ交通広告の取扱。大阪メトロ、JR西日本、京都市交通局、近鉄、JR東日本、東京メトロはじめ全国の交通広告の取扱を行っている。
- 京阪電鉄の駅置きの月刊情報誌「K-PRESS」の制作・広告の取扱も行っており、京阪電鉄の公式ファンサイト「おけいはんのホームページ」でのポスタープレゼントも京阪エージェンシーから発送される。

## 沿革
- 1999年6月3日 - 京阪交通社から業務運営の委託を受け、運営会社・株式会社京阪エージェンシーを設立。
- 2003年12月1日 - 京阪交通社から広告事業の営業譲渡を受け、事業会社として発足。